# ارتباط خانوادگی
ارتباط خانوادگی فیلمی تلویزیونی به کارگردانی و تهیه‌کنندگی نادر مقدس و نویسندگی افسانه منادی محصول سال ۱۳۸۹ است.
این فیلم براساس فیلم سینمایی داستان توکیو به کارگردانی یاسوجیرو اوزو ساخته شده است.

## خلاصه فیلم
این فیلم داستان مردی به نام کمالی است که به اتفاق همسرش طلعت از شهرستان راهی تهران می‌شوند تا فرزندانشان را ببینند اما دخترها و پسرها آن قدر درگیر مشکلات زندگی شده‌اند که نمی‌توانند از پدر و مادرشان پذیرایی کنند.